# روبرتو رودی
روبرتو رودی (انگلیسی: Roberto Rudi؛ زادهٔ ۱۳ آوریل ۱۹۸۷) بازیکن فوتبال است.
از باشگاه‌هایی که در آن بازی کرده‌است می‌توان به باشگاه فوتبال کومو و باشگاه فوتبال وارزه اشاره کرد.
وی همچنین در تیم ملی فوتبال Padania بازی کرده‌است.